# Purismo (pittura)
Il purismo fu un movimento pittorico, sorto in Italia nel XIX secolo che proponeva, sulla scia dei Nazareni, un ritorno all'arte di ispirazione religiosa e la rivalutazione dell'arte del Trecento e del Quattrocento. 

## Storia

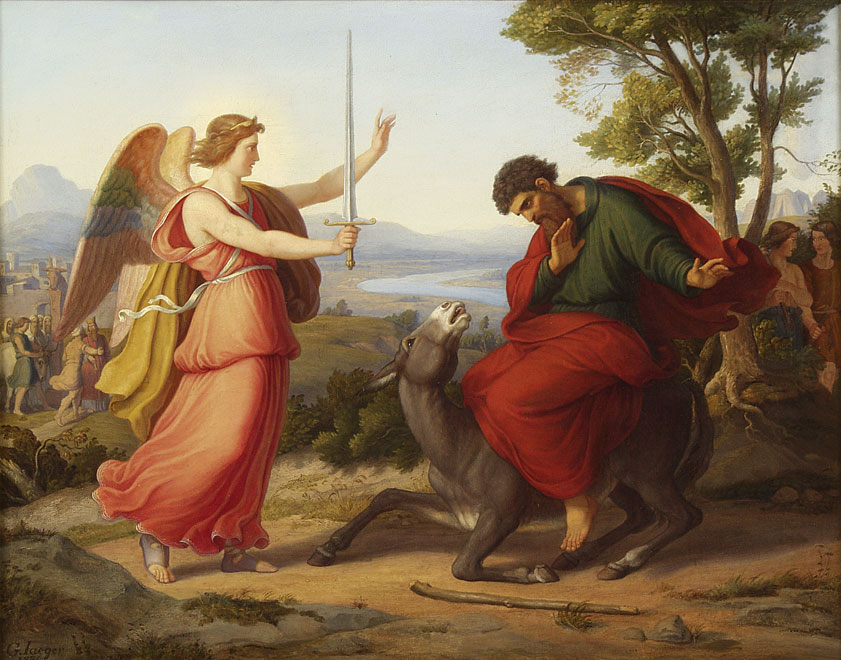
Balaam e langelo (Gustav Jaeger, 1836)

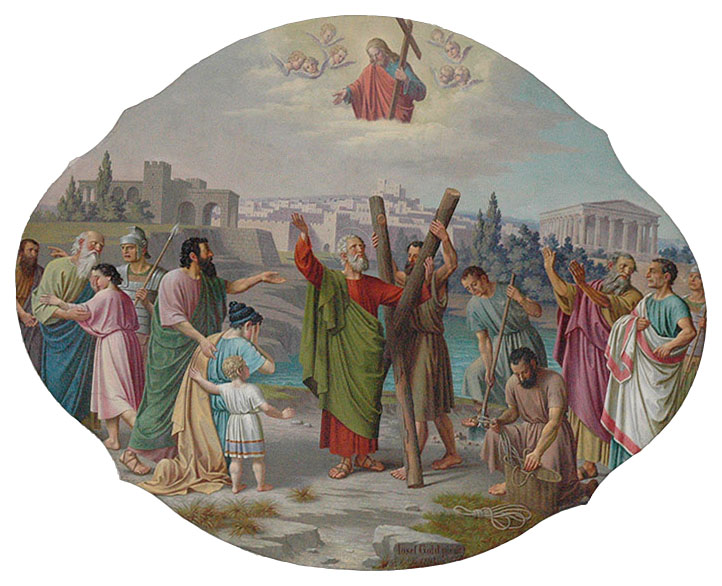
Crocifissione di SantAndrea, (Josef Gold, 1840 circa)

Il termine fu coniato intorno al 1838 dal classicista e pittore Antonio Bianchini, riferito a quei pittori che intendevano rifarsi agli artisti primitivi italiani da Cimabue al primo Raffaello, in analogia con quanto avveniva in ambito letterario, dove si riproponevano forme linguistiche pure ispirate al Trecento toscano. Per questo si può parlare di loro come di preraffaelliti avanti lettera.
Nel 1842 venne pubblicato il manifesto ufficiale del movimento: Del purismo nelle arti, redatto dal Bianchini e sottoscritto dal pittore Tommaso Minardi, dallo scultore carrarese Pietro Tenerani, e dal nazareno Johann Friedrich Overbeck.
Principale interprete del movimento a Roma fu Tommaso Minardi, di cui il Bianchini diverrà allievo dedicandosi alla pittura, che già nel 1834, in una prolusione alla Pontificia Accademia di Belle Arti di San Luca, riassumendo i termini del dibattito, poneva come punto principale la svalutazione della pittura del Raffaello maturo, che i puristi rifiutavano, proprio perché in quelle opere vedevano i germi delle astratte convenzioni neoclassiche. I puristi intendevano sostituire all'imitazione dei classici, sinonimo di falsità, una semplice, chiara e conveniente dimostrazione delle cose rappresentate, da non confondere con le poetiche del vero, che verranno solo dopo e alle quali questi artisti sono estranei. Furono influenzati, inoltre, anche dall'opera di Jean-Auguste-Dominique Ingres e di Lorenzo Bartolini.
Accanto ai già citati firmatari del Manifesto, Tenerani e Minardi, una personalità di rilievo è Luigi Mussini, chiamato da Parigi come direttore del Regio Istituto Senese di Belle Arti, che nel 1841, con La Musica Sacra (Firenze, Galleria Nazionale d'Arte Moderna), coniugò il riferimento alla pittura umbra del Quattrocento, di ascendenza nazarena, con la lezione formale derivata da Ingres. Al movimento sono da ricollegare gli allievi di Minardi: Antonio Ciseri e Costantino Brumidi e gli allievi di Mussini: Alessandro Franchi, che divenne suo genero, Amos Cassioli e Cesare Maccari; ma anche: Bartolomeo Pinelli, Giambattista Gigola e Giovanni De Min.
Con la prima Esposizione italiana del 1861, svoltasi a Firenze, le fortune del purismo cominciano a declinare, soppiantato dai nuovi stili dei macchiaioli e dalle nuove poetiche veriste.
A rappresentare questa corrente in Liguria fu principalmente Maurizio Dufour. A lui si affiancarono altri artisti, quali Luigia Mussini-Piaggio. La realizzazione maggiore in Genova in questo campo è la chiesa dell'Immacolata.